# William al IV-lea, Mare Duce de Luxemburg
William al IV-lea, Mare Duce de Luxemburg (Wilhelm Alexander von Nassau), (n. 22 aprilie 1852, Wiesbaden-Biebrich, Ducatul Nassau, Germania – d. 25 februarie 1912, Colmer-Bierg⁠(d), Luxemburg, Luxemburg) a fost Mare Duce de Luxemburg din 17 noiembrie 1905 până la moartea sa. I-a succedat tatălui său, Adolphe, Mare Duce de Luxemburg. De asemenea, a deținut titlul de Duce de Nassau.

## Familie
La 21 iunie 1893 la Castelul Fischhorn, Zell am See, el s-a căsătorit cu Infanta Marie Anne a Portugaliei, fiica regelui detronat Miguel I al Portugaliei și a Adelaidei de Löwenstein-Wertheim-Rosenberg. 
Cuplul a avut șase fiice și nici un fiu.
- Marie-Adélaïde, Mare Ducesă de Luxemburg (1894–1924); nu s-a căsătorit și nu a avut copii.
- Charlotte, Mare Ducesă de Luxemburg (1896–1985); s-a căsătorit cu vărul ei primar Prințul Felix de Bourbon-Parma, fiul surorii mai mici a Mariei Ana.
- Prințesa Hilda Sophie Marie Adélaïde Wilhelmine (1897-1979); s-a căsătorit la Castelul Berg la 29 octombrie 1930 cu Adolf Fürst zu Schwarzenberg[2]; fără copii.
- Prințesa Antonia (1899–1954); a fost a doua soție a lui Rupert, Prinț Moștenitor al Bavariei.
- Prințesa Elisabeta Marie Wilhelmine (1901-1950); s-a căsătorit la Schloss Hohenburg la 14 noiembrie 1922 cu Prințul Ludwig Philipp de Thurn și Taxis, fiul lui Albert I, Prinț de Thurn și Taxis,[3] au avut copii
- Prințesa Sophie Caroline Marie Wilhelmine (1902-1941); s-a căsătorit la Schloss Hohenburg la 12 aprilie 1921 cu Prințul Ernst Heinrich de Saxonia (1896-1971), fiul cel mic al regelui Frederic Augustus al III-lea al Saxoniei,[4] au avut copii.

William a devenit Mare Duce după decesul tatălui său la 17 noiembrie 1905. Neavând fii, Marele Duce și-a desemnat fiicele ca succesoare iar Marie-Adélaïde a fost confirmată și proclamată drept moștenitoare la 10 iulie 1907. După decesul tatălui ei, ea a devenit prima Mare Ducesă de Luxemburg. După abdicarea ei de la 14 ianuarie 1919, sora ei, Charlotte de Luxemburg, i-a succedat la tron.